# Salgó
Salgó är ett berg i Ungern.   Det ligger i provinsen Nógrád, i den norra delen av landet, 90 km nordost om huvudstaden Budapest. Toppen på Salgó är 576 meter över havet, eller 127 meter över den omgivande terrängen. Bredden vid basen är 1,9 km.
Terrängen runt Salgó är huvudsakligen kuperad, men åt sydväst är den platt. Runt Salgó är det ganska tätbefolkat, med 78 invånare per kvadratkilometer. Närmaste större samhälle är Salgótarján, 6,1 km sydväst om Salgó. I omgivningarna runt Salgó växer i huvudsak lövfällande lövskog.